# أغنيس مورتون
أغنيس مورتون (بالإنجليزية: Agnes Morton)‏ مواليد 6 مارس 1872 في إسكس، إنجلترا - الوفاة 5 أبريل 1952 في لندن، إنجلترا، كانت لاعبة كرة مضرب إنجليزية. كما أنها إحدى بطلات الجراند سلام. سبق أن شاركت في دورة الألعاب الأولمبية الصيفية.

## بطولات حققتها
- بطولة ويمبلدون

## النهائيات

### الفردي (الوصافة 2)
| النتيجة | السنة | البطولة  | الأرضية | المنافس           | النتيجة       |
| ------- | ----- | -------- | ------- | ----------------- | ------------- |
| الوصافة | 19081 | ويمبلدون | عشبية   | شارلوت كوبر (تنس) | 4–6, 4–6      |
| الوصافة | 19092 | ويمبلدون | عشبية   | دورا بوثبي        | 4–6, 6–4, 6–8 |

### الزوجي (الألقاب 1)
| النتيجة | السنة | البطولة  | الأرضية | الشريك        | المنافس                         | النتيجة  |
| ------- | ----- | -------- | ------- | ------------- | ------------------------------- | -------- |
| الفوز   | 1914  | ويمبلدون | عشبية   | إليزابيث ريان | إديث هانام إثيل تومسون لاركومبي | 6–1, 6–3 |

## روابط خارجية
- أغنيس مورتون على موقع الاتحاد الدولي لكرة المضرب (الإنجليزية)
- أغنيس مورتون على موقع بطولة ويمبلدون (الإنجليزية)
- أغنيس مورتون على موقع أوليمبيديا (الإنجليزية)